# NV Aratu (M-15)
O NV Aratu é um navio-varredor operado pela Marinha do Brasil e a primeira embarcação da Classe Aratu.

## História
Construído na Alemanha pelo Estaleiro Abeking & Rasmussen, foi o primeiro de uma série de seis embarcações, a quem deu o nome da classe. O nome Aratu vem de um pequeno crustáceo de cor vermelha, abundante nos manguezais do recôncavo baiano, que também denomina a base onde fica sediado o navio, a Base Naval de Aratu.
Lançado ao mar em 27 de maio de 1970, foi incorporado à Armada Brasileira em 5 de maio de 1971. A embarcação encontra-se subordinada ao Comando da Força de Minagem e Varredura desde 30 de novembro de 1971, tendo realizado inúmeras fainas de varredura mecânica, acústica, magnética e combinada, balizamento de canais e realizado diversas Comissôes com os demais navios da Esquadra, operando escoteiro ou em conjunto com os demais navios do Comando da Força, no país e no exterior.
Em 2001 foi realizado o seu período de revitalização, durante o qual foram implementadas várias modificações que permitiram a manutenção de sua eficiência. Mais recentemente, em 2006, passou por um período de manutenção geral na Base de Aratu, quando recebeu o novo protótipo do Armário de Regulação Magnética, desenvolvido pelo Instituto de Pesquisas da Marinha.